# Stefanie von Pfetten
Stefanie von Pfetten, née le 25 novembre 1973 à Vancouver, est une actrice canadienne.

## Biographie
Stefanie von Pfetten de son vrai titre Baronne Stefanie Christine von Pfetten est née à Vancouver, en Colombie-Britannique. D'origine allemande elle est la fille du Baron Hermann von Pfetten et de Heidrun Reel. Elle a deux sœurs une plus âgée de 3 ans Gabriela Marie-Elisabeth et une plus jeune de 10 ans Verena Alexandra Doraya.

## Filmographie

### Cinéma
- 2001 : 40 jours et 40 nuits : la fille à Chinatown
- 2004 : Sœurs de glace : Lilly
- 2004 : Les P'tits Génies 2 : Jennifer Kraft
- 2006 : One Way (en) : Judy Birk
- 2010 : Percy Jackson : Le Voleur de foudre : Demeter
- 2010 : Icarus : Joey
- 2018 : Bienvenue à Marwen (Welcome to Marwen) de Robert Zemeckis : Wendy

### Télévision

#### Séries télévisées
- 1998 : Welcome to Paradox (saison 1, épisode 2) : Julia
- 1999 : The Sentinel (saison 4, épisode 5) : Molly
- 1999 : Traques sur internet (saison 1, épisode 16) : Ticket Agent
- 1999 : First Wave (épisodes 1x11 & 2x02) : Samantha Ray
- 2001 : Sept jours pour agir (saison 3, épisode 20) : Camilla
- 2001 : Strange Frequency (saison 1, épisode 1) : Nichole
- 2001 : Special Unit 2 (saison 2, épisode 6) : Medusa's Sister
- 2001 : These Arms of Mine (saison 2, épisodes 2 & 3) : Lisa Patrick
- 2002 : La Treizième Dimension (saison 1, épisode 22) : Nancy O'Brien
- 2003 : Jeremiah (saison 2, épisode 11) : Sandra
- 2003 : Les Experts : Miami (saison 2, épisode 20) : Laurie Cofield
- 2004 : Andromeda (saison 4, épisode 20) : Nema
- 2005 : The L Word (saison 2, épisode 6) : Kelly
- 2006 : Battlestar Galactica (saison 2, épisode 17) : Cpt. Marcia « Showboat » Case
- 2007 : Eureka (saison 2, épisode 3) : Wendy Whiticus
- 2007 : Dragon Boys : Andrea
- 2009 : NCIS : Enquêtes spéciales (saison 7, épisode 5) : Sara Korby
- 2009 : Better Off Ted (saison 2, épisode 10) : Greta
- 2012 : Goodnight for Justice: The Measure of a Man (mini-série) : Callie Donohue
- 2013 : Cracked (13 épisodes) : Dr Daniella Ridley
- 2015-2016 : Le Maître du Haut Château (épisodes 1x10 & 2x01) : Katharina Wegener
- 2016 : Shooter (saison 1, épisodes 3 & 7) : Kasper
- 2017 : Le Dernier Seigneur (saison 1, épisode 4) : Marlene Dietrich
- 2019 : Los Angeles : Bad Girls (saison 1, épisodes 8 & 10) : Goldilocks
- 2021 : Day of the Dead (saison 1, épisodes 6, 8 & 9) : Cindy

#### Téléfilms
- 1999 : Countdown to Chaos (Y2K) de Dick Lowry : Flight Attendant
- 2000 : Le Secret du vol 353 (Sole Survivor) de Mikael Salomon : Flight Attendant
- 2001 : Piège infernal (Trapped) de Deran Sarafian : Rachel
- 2001 : La Robe de mariée (The Wedding Dress) de Sam Pillsbury : Cass
- 2002 : Une femme de haut vol (Cabin Pressure) d'Alan Simmonds : Brandee Caulfield
- 2002 : Strange Frequency 2 de Neill Fearnley, Kevin Inch & Jeff Woolnough : Nichole
- 2003 : Consentements volés (A Date with Darkness: The Trial and Capture of Andrew Luster) de Bobby Roth : Teri
- 2004 : Call Me: The Rise and Fall of Heidi Fleiss de Charles McDougall : Michelle
- 2004 : 12 jours avant Noël (The Twelve Days of Christmas Eve) de Martha Coolidge : La compagne de Calvin, Rhianna
- 2005 : Katya : Victime de la mode (Confessions of a Sociopathic Social Climber) de Dana Lustig : Dove Greenstein
- 2005 : Cool Money de Gary Burns : Sabine Moreau
- 2005 : Meurtre au Presidio (Murder at the Presidio) de John Fasano : Fran Atkins
- 2005 : The Engagement Ring de Steven Schachter : femme dans le Café
- 2006 : Ciel de feu (Meltdown: Days of Destruction) de J.P. Howell : Carly
- 2007 : Termination Point  de Jason Bourque : Claire Smith
- 2007 : Battlestar Galactica: Razor de Félix Enríquez Alcalá : Showboat
- 2007 : La Voleuse de Noël (Christmas Caper) de David Winkler : Holly Bishop
- 2007 : Un rêve de Noël (Holiday Switch) de Bert Kish : Sheila
- 2008 : Paparazzi Princess: The Paris Hilton Story de Terry Ingram : Flight Attendant
- 2008 : Odysseus, voyage au cœur des ténèbres (Odysseus & the Isle of Mists) de Terry Ingram : Persephone
- 2008 : Ba'al : La Tempête de dieu (Ba'al) de Paul Ziller : Carole
- 2008 : Flirt à Hawaii (Flirting with Forty) de Mikael Salomon : Nicole
- 2008 : The Call de Jerry Ciccoritti : Anna Danville
- 2009 : Au-delà des apparences (Too Late to Say Goodbye) de Norma Bailey : Jenn Corbin
- 2012 : Les Racines de la destruction (The Terror Beneath) de Paul Ziller : Jocelyn
- 2014 : Loin des yeux, loin du coeur (Far from Home) de Michael M. Scott : Libby Wainscott
- 2014 : Le sourire du tueur (Happy Face Killer) de Rick Bota : Diane Loftin
- 2015 : Enquêtes gourmandes : Meurtre quatre étoiles (The Gourmet Detective: A Healthy Place to Die) de Scott Smith : Evelynn
- 2017 : Les secrets du lac (Deadly Secrets by the Lake) de Don McBrearty : Jennifer Riley
- 2017 : Âmes soeurs.com (While You Were Dating) de David Winning : Julia
- 2021 : The Long Island Serial Killer: A Mother's Hunt for Justice de Stanley M. Brooks : Leann Cavanaugh
- 2021 : Scandales et privilèges (Admitted or Dead) de Ken Friss : Jennifer